# Народнолиберална партия „Стефан Стамболов“
Народнолиберална партия „Стефан Стамболов“ (НЛП „Ст. Стамболов“) е политическа партия в България, съществувала в периода 1990-1998 г.
Тя е пряк наследник на Народнолибералната партия на Стефан Стамболов. Счита се за възстановената стамболовистка партия, съществувала до 1920 г.

## Ръководители на Народнолиберална партия „Стефан Стамболов“
- Христо Атанасов (от 1990 -1995)
- Георги Минков (от 1995 -1998)

## Участие в избори
Народнолибералната партия „Стефан Стамболов“ участва в изборите за 7- мо Велико народно събрание, XXXVI народно събрание и за XXXVII народно събрание.
На изборите за XXXVI народно събрание на 13 октомври 1991 г. Народнолибералната партия „Стефан Стамболов“ участва в Предизборен съюз на БСП, БЛП, ОПТ, ПХЖД, ХРП, НЛП „Ст. Стамболов“, СМС, ФБСМ, СДПД „ЕРА-3“ (1 836 050 гласа, 106 депутати) и вкарва 1 депутат в парламента от великотърновски избирателен район – Христо Атанасов.